# Rallycross di Francia 2021
Il Rallycross di Francia 2021, ufficialmente denominato Bretagne World RX of Lohéac, è stata l'edizione 2021 del rallycross di Francia. La manifestazione si è svolta il 4 e il 5 settembre sul circuito di Lohéac a Lohéac, cittadina situata nel dipartimento dell'Ille-et-Vilaine in Bretagna, ed era valida come terza prova del campionato del mondo rallycross 2021 nelle classi RX1 e RX2e, nonché come terza gara del campionato europeo rallycross 2021 (la seconda per la categoria RX1 e la terza per la RX3).
L'evento del World RX è stato vinto nella categoria RX1 dal pilota svedese Timmy Hansen alla guida di una Peugeot 208 del Hansen World RX Team, sopravanzando in finale il fratello nonché compagno di squadra Kevin e il finlandese Niclas Grönholm, terzo alla guida di una Hyundai i20 della scuderia GRX-Set World RX Team; la coppia svedese conquistò quindi la terza doppietta consecutiva dopo quelle ottenute nei primi due appuntamenti stagionali in Catalogna e in Svezia, mentre per Grönholm si trattò del primo podio nel 2021. Nella categoria RX2e, serie monomarca nella quale si gareggia soltanto con vetture a propulsione elettrica, ha primeggiato invece il pilota di casa Dorian Deslandes.
Nell'evento dell'Euro RX si gareggiava in entrambe le categorie; nella RX1 si impose il tedesco René Münnich su SEAT Ibiza del team ALL-INKL.COM Münnich Motorsport, al suo primo trionfo in carriera, mentre nella classe cadetta RX3 (chiamata Super1600 sino alla stagione 2020), primeggiò il belga Kobe Pauwels su Audi A1, anch'egli alla sua prima vittoria nel campionato continentale.

## Risultati World RX

### Classifiche finali

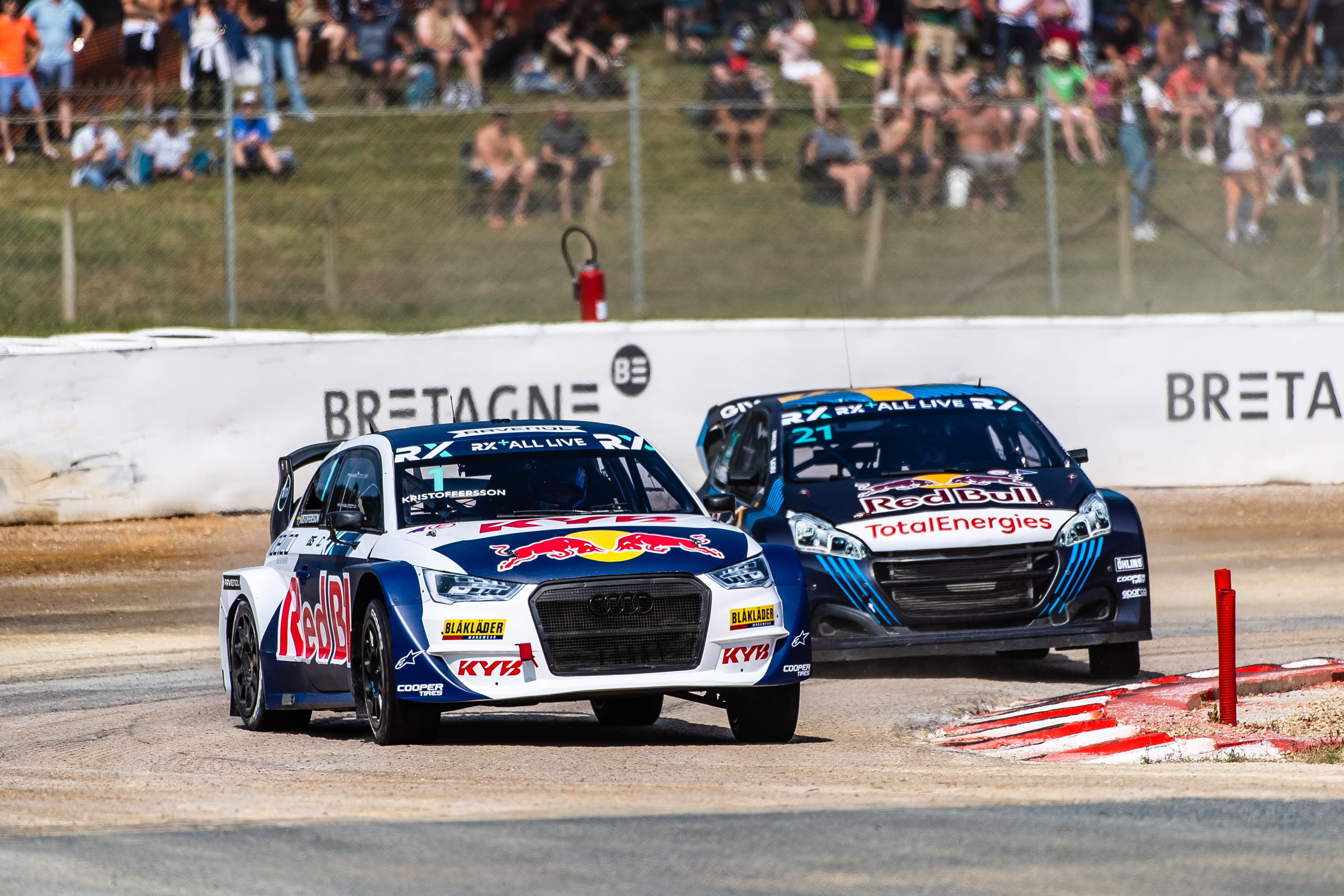
Johan Kristoffersson (davanti) e Timmy Hansen durante una fase della gara

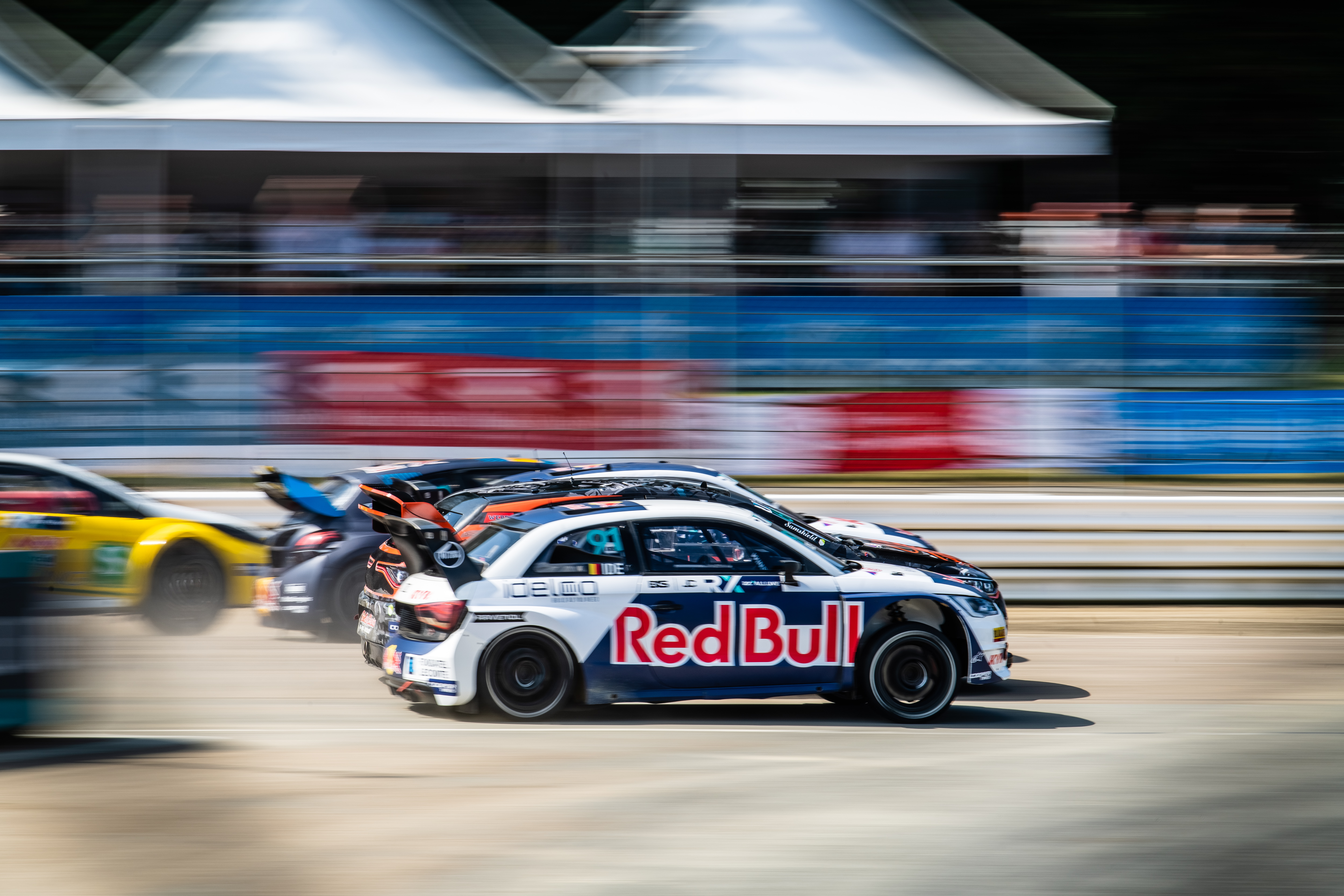
Fase di partenza durante le qualificazioni del sabato

| Categoria RX1  | Categoria RX1 | Categoria RX1        | Categoria RX1       | Categoria RX1                   | Categoria RX1  | Categoria RX1  | Categoria RX1 | Categoria RX1 | Categoria RX1 | Categoria RX1 | Categoria RX1 | Categoria RX1 |
| Pos.           | N°            | Pilota               | Auto                | Squadra                         | Qualificazioni | Qualificazioni | Semifinali    | Semifinali    | Semifinali    | Finale        | Finale        | PC            |
| Pos.           | N°            | Pilota               | Auto                | Squadra                         | Pos.           | Punti          | SF1           | SF2           | Punti         | Pos.          | Punti         | PC            |
| -------------- | ------------- | -------------------- | ------------------- | ------------------------------- | -------------- | -------------- | ------------- | ------------- | ------------- | ------------- | ------------- | ------------- |
| 1              | 21            | Timmy Hansen         | Peugeot 208         | Hansen World RX Team            | 3º             | 14             | 1º            | –             | 6             | 1º            | 8             | 28            |
| 2              | 9             | Kevin Hansen         | Peugeot 208         | Hansen World RX Team            | 4º             | 13             | –             | 1º            | 6             | 2º            | 5             | 24            |
| 3              | 68            | Niclas Grönholm      | Hyundai i20         | GRX-Set World RX Team           | 2º             | 15             | –             | 3º            | 4             | 3º            | 4             | 23            |
| 4              | 69            | Kevin Abbring        | Renault Mégane R.S. | Unkorrupted                     | 5º             | 12             | 4º            | –             | 3             | 4º            | 3             | 18            |
| 5              | 23            | Krisztián Szabó      | Hyundai i20         | GRX-Set World RX Team           | 6º             | 11             | –             | 2º            | 5             | 5º            | 2             | 18            |
| 6              | 44            | Timo Scheider        | SEAT Ibiza          | ALL-INKL.COM Münnich Motorsport | 7º             | 10             | 2º            | –             | 5             | 6º            | 1             | 16            |
| 7              | 1             | Johan Kristoffersson | Audi S1             | KYB EKS JC                      | 1º             | 16             | 3º            | –             | 4             | nq            | nq            | 20            |
| 8              | 91            | Enzo Ide             | Audi S1             | KYB EKS JC                      | 8º             | 9              | –             | 4º            | 3             | nq            | nq            | 12            |
| 9              | 2             | Oliver O'Donovan     | Ford Fiesta         | Oliver O'Donovan                | 9º             | 8              | 5º            | –             | 2             | nq            | nq            | 10            |
| 10             | 84            | Hervé Knapick        | Citroën DS3         | Hervé Knapick                   | 10º            | 7              | –             | 5º            | 2             | nq            | nq            | 9             |
|                |               |                      |                     |                                 |                |                |               |               |               |               |               |               |
| Categoria RX2e |               |                      |                     |                                 |                |                |               |               |               |               |               |               |
| Pos.           | N°            | Pilota               | Auto                | Squadra                         | Qualificazioni | Qualificazioni | Semifinali    | Semifinali    | Semifinali    | Finale        | Finale        | PC            |
| Pos.           | N°            | Pilota               | Auto                | Squadra                         | Pos.           | Punti          | SF1           | SF2           | Punti         | Pos.          | Punti         | PC            |
| 1              | 11            | Dorian Deslandes     | RX2e                | Olsbergs MSE                    | 1º             | 16             | –             | 1º            | 6             | 1º            | 8             | 30            |
| 2              | 15            | Reinis Nitišs        | RX2e                | RN Kapersky Racing Team         | 3º             | 14             | 2º            | –             | 5             | 2º            | 5             | 24            |
| 3              | 96            | Guillaume De Ridder  | RX2e                | Guillaume De Ridder             | 2º             | 15             | –             | 1º            | 6             | 3º            | 4             | 25            |
| 4              | 47            | Jesse Kallio         | RX2e                | Olsbergs MSE                    | 5º             | 12             | 3º            | –             | 4             | 4º            | 3             | 19            |
| 5              | 121           | Conner Martell       | RX2e                | Olsbergs MSE                    | 10º            | 7              | –             | 2º            | 5             | 5º            | 2             | 14            |
| 6              | 82            | Isak Sjökvist        | RX2e                | Isak Sjökvist                   | 6º             | 11             | –             | 3º            | 4             | 6º            | 1             | 16            |
| 7              | 113           | Cyril Raymond        | RX2e                | Cyril Raymond                   | 4º             | 13             | –             | 4º            | 3             | nq            | nq            | 16            |
| 8              | 14            | Nils Andersson       | RX2e                | Kristoffersson Motorsport       | 7º             | 10             | 4º            | –             | 3             | nq            | nq            | 13            |
| 9              | 13            | Patrick O'Donovan    | RX2e                | Patrick O'Donovan               | 8º             | 9              | –             | 5º            | 2             | nq            | nq            | 11            |
| 10             | 5             | Pablo Suárez         | RX2e                | Ruben Fernandez Gil             | 9º             | 8              | 5º            | –             | 2             | nq            | nq            | 10            |

### Qualificazioni
| 1              | 1   | Johan Kristoffersson | Audi S1             | KYB EKS JC                      | 45 (2º)  | 50 (1º)       | 50 (1º)  | 45 (2º)  | 190 | 16    |  |  |
| 2              | 68  | Niclas Grönholm      | Hyundai i20 WRX     | GRX-Set World RX Team           | 50 (1º)  | 42 (3º)       | 39 (5º)  | 42 (3º)  | 173 | 15    |  |  |
| 3              | 21  | Timmy Hansen         | Peugeot 208         | Hansen World RX Team            | 40 (4º)  | 37 (7º)       | 42 (3º)  | 50 (1º)  | 169 | 14    |  |  |
| 4              | 9   | Kevin Hansen         | Peugeot 208         | Hansen World RX Team            | 42 (3º)  | 40 (4º)       | 45 (2º)  | 39 (5º)  | 166 | 13    |  |  |
| 5              | 69  | Kevin Abbring        | Renault Mégane R.S. | Unkorrupted                     | 38 (6º)  | 45 (2º)       | 38 (6º)  | 40 (4º)  | 161 | 12    |  |  |
| 6              | 23  | Krisztián Szabó      | Hyundai i20 WRX     | GRX-Set World RX Team           | 39 (5º)  | 38 (6º)       | 40 (4º)  | 37 (7º)  | 154 | 11    |  |  |
| 7              | 44  | Timo Scheider        | SEAT Ibiza          | ALL-INKL.COM Münnich Motorsport | 36 (8º)  | 39 (5º)       | 36 (8º)  | 38 (6º)  | 149 | 10    |  |  |
| 8              | 91  | Enzo Ide             | Audi S1             | KYB EKS JC                      | 37 (7º)  | 36 (8º)       | 37 (7º)  | 36 (8º)  | 146 | 9     |  |  |
| 9              | 2   | Oliver O'Donovan     | Ford Fiesta         | Oliver O'Donovan                | 34 (10º) | 34 (10º)      | 35 (9º)  | 35 (9º)  | 138 | 8     |  |  |
| 10             | 84  | Hervé Knapick        | Citroën DS3         | Hervé Knapick                   | 35 (9º)  | 35 (9º)       | 34 (10º) | 34 (10º) | 138 | 7     |  |  |
|                |     |                      |                     |                                 |          |               |          |          |     |       |  |  |
| Categoria RX2e |     |                      |                     |                                 |          |               |          |          |     |       |  |  |
| Pos.           | N°  | Pilota               | Auto                | Squadra                         | Q1       | Q2            | Q3       | Q4       | PQ  | Punti |  |  |
| 1              | 11  | Dorian Deslandes     | RX2e                | Olsbergs MSE                    | 50 (1º)  | 50 (1º)       | 38 (6º)  | 42 (3º)  | 180 | 16    |  |  |
| 2              | 96  | Guillaume De Ridder  | RX2e                | Guillaume De Ridder             | 42 (3º)  | 42 (3º)       | 42 (3º)  | 50 (1º)  | 176 | 15    |  |  |
| 3              | 15  | Reinis Nitišs        | RX2e                | RN Kapersky Racing Team         | 40 (4º)  | 38 (6º)       | 50 (1º)  | 45 (2º)  | 173 | 14    |  |  |
| 4              | 113 | Cyril Raymond        | RX2e                | Cyril Raymond                   | 39 (5º)  | 45 (2º)       | 45 (2º)  | 38 (6º)  | 167 | 13    |  |  |
| 5              | 47  | Jesse Kallio         | RX2e                | Olsbergs MSE                    | 45 (2º)  | 40 (4º)       | 34 (10º) | 40 (4º)  | 159 | 12    |  |  |
| 6              | 82  | Isak Sjökvist        | RX2e                | Isak Sjökvist                   | 38 (6º)  | 39 (5º)       | 36 (8º)  | 37 (7º)  | 150 | 11    |  |  |
| 7              | 14  | Nils Andersson       | RX2e                | Kristoffersson Motorsport       | 37 (7º)  | 37 (7º)       | 39 (5º)  | 36 (8º)  | 149 | 10    |  |  |
| 8              | 13  | Patrick O'Donovan    | RX2e                | Patrick O'Donovan               | 35 (9º)  | 35 (9º)       | 40 (4º)  | 34 (10º) | 144 | 9     |  |  |
| 9              | 5   | Pablo Suárez         | RX2e                | Ruben Fernandez Gil             | 36 (8º)  | 36 (8º)       | 37 (7º)  | 35 (9º)  | 144 | 8     |  |  |
| 10             | 121 | Conner Martell       | RX2e                | Olsbergs MSE                    | 34 (10º) | 0 (10º - DSQ) | 35 (9º)  | 39 (5º)  | 108 | 7     |  |  |

Legenda:
|  | Qualificato per le semifinali |

### Semifinali
| Categoria RX1 - Semifinale 1 | Categoria RX1 - Semifinale 1 | Categoria RX1 - Semifinale 1 | Categoria RX1 - Semifinale 1 | Categoria RX1 - Semifinale 1    | Categoria RX1 - Semifinale 1 | Categoria RX1 - Semifinale 1 | Categoria RX1 - Semifinale 1 | Categoria RX1 - Semifinale 1 | Categoria RX1 - Semifinale 1 |
| Pos.                         | N°                           | Pilota                       | Auto                         | Squadra                         | Giri/Joker                   | Tempo                        | Distacco                     | Punti                        |                              |
| ---------------------------- | ---------------------------- | ---------------------------- | ---------------------------- | ------------------------------- | ---------------------------- | ---------------------------- | ---------------------------- | ---------------------------- | ---------------------------- |
| 1                            | 21                           | Timmy Hansen                 | Peugeot 208                  | Hansen World RX Team            | 6/1                          | 3'45"067                     | –                            | 6                            |                              |
| 2                            | 44                           | Timo Scheider                | SEAT Ibiza                   | ALL-INKL.COM Münnich Motorsport | 6/1                          | 3'46"110                     | +1"073                       | 5                            |                              |
| 3                            | 1                            | Johan Kristoffersson         | Audi S1                      | KYB EKS JC                      | 6/1                          | 3'47"313                     | +2"276                       | 4                            |                              |
| 4                            | 69                           | Kevin Abbring                | Renault Mégane R.S.          | Unkorrupted                     | 6/1                          | 3'47"376                     | +2"339                       | 3                            |                              |
| 5                            | 2                            | Oliver O'Donovan             | Ford Fiesta                  | Oliver O'Donovan                | 6/1                          | 3'56"832                     | +11"825                      | 2                            |                              |
|                              |                              |                              |                              |                                 |                              |                              |                              |                              |                              |
| Categoria RX1 - Semifinale 2 |                              |                              |                              |                                 |                              |                              |                              |                              |                              |
| Pos.                         | N°                           | Pilota                       | Auto                         | Squadra                         | Giri/Joker                   | Tempo                        | Distacco                     | Punti                        |                              |
| 1                            | 9                            | Kevin Hansen                 | Peugeot 208                  | Hansen World RX Team            | 6/1                          | 3'44"937                     | –                            | 6                            |                              |
| 2                            | 23                           | Krisztián Szabó              | Hyundai i20 WRX              | GRX-Set World RX Team           | 6/1                          | 3'46"114                     | +1"177                       | 5                            |                              |
| 3                            | 68                           | Niclas Grönholm              | Hyundai i20                  | GRX-Set World RX Team           | 6/1                          | 3'46"508                     | +1"571                       | 4                            |                              |
| 4                            | 91                           | Enzo Ide                     | Audi S1                      | KYB EKS JC                      | 6/1                          | 3'46"905                     | +1"968                       | 3                            |                              |
| 5                            | 84                           | Hervé Knapick                | Citroën DS3                  | Hervé Knapick                   | 3/0                          | 3'54"913                     | +9"976                       | 2                            |                              |

| Categoria RX2e - Semifinale 1 | Categoria RX2e - Semifinale 1 | Categoria RX2e - Semifinale 1 | Categoria RX2e - Semifinale 1 | Categoria RX2e - Semifinale 1 | Categoria RX2e - Semifinale 1 | Categoria RX2e - Semifinale 1 | Categoria RX2e - Semifinale 1 | Categoria RX2e - Semifinale 1 |
| Pos.                          | N°                            | Pilota                        | Auto                          | Squadra                       | Giri/Joker                    | Tempo                         | Distacco                      | Punti                         |
| ----------------------------- | ----------------------------- | ----------------------------- | ----------------------------- | ----------------------------- | ----------------------------- | ----------------------------- | ----------------------------- | ----------------------------- |
| 1                             | 11                            | Dorian Deslandes              | RX2e                          | Olsbergs MSE                  | 6/1                           | 3'51"227                      | –                             | 6                             |
| 2                             | 15                            | Reinis Nitišs                 | RX2e                          | RN Kapersky Racing Team       | 6/1                           | 3'51"538                      | +0"311                        | 5                             |
| 3                             | 47                            | Jesse Kallio                  | RX2e                          | Olsbergs MSE                  | 6/1                           | 3'52"925                      | +1"698                        | 4                             |
| 4                             | 14                            | Nils Andersson                | RX2e                          | Kristoffersson Motorsport     | 6/1                           | 3'53"810                      | +2"583                        | 3                             |
| 5                             | 5                             | Pablo Suárez                  | RX2e                          | Ruben Fernandez Gil           | 6/1                           | 3'54"735                      | +3"508                        | 2                             |
|                               |                               |                               |                               |                               |                               |                               |                               |                               |
| Categoria RX2e - Semifinale 2 |                               |                               |                               |                               |                               |                               |                               |                               |
| Pos.                          | N°                            | Pilota                        | Auto                          | Squadra                       | Giri/Joker                    | Tempo                         | Distacco                      | Punti                         |
| 1                             | 96                            | Guillaume De Ridder           | RX2e                          | Guillaume De Ridder           | 6/1                           | 3'51"120                      | –                             | 6                             |
| 2                             | 121                           | Conner Martell                | RX2e                          | Olsbergs MSE                  | 6/1                           | 3'51"896                      | +0"776                        | 5                             |
| 3                             | 82                            | Isak Sjökvist                 | RX2e                          | Isak Sjökvist                 | 6/1                           | 3'54"675                      | +3"555                        | 4                             |
| 4                             | 113                           | Cyril Raymond                 | RX2e                          | Cyril Raymond                 | 6/1                           | 3'54"934                      | +3"814                        | 3                             |
| 5                             | 13                            | Patrick O'Donovan             | RX2e                          | Patrick O'Donovan             | 6/1                           | 3'56"153                      | +5"033                        | 2                             |

Legenda:
|  | Qualificato per la finale |

### Finali
| Categoria RX1 | Categoria RX1 | Categoria RX1   | Categoria RX1       | Categoria RX1                   | Categoria RX1 | Categoria RX1 | Categoria RX1 | Categoria RX1 |
| Pos.          | Nº            | Pilota          | Auto                | Squadra                         | Giri/Joker    | Tempo         | Distacco      | Punti         |
| ------------- | ------------- | --------------- | ------------------- | ------------------------------- | ------------- | ------------- | ------------- | ------------- |
| 1             | 21            | Timmy Hansen    | Peugeot 208         | Hansen World RX Team            | 6/1           | 3'44"217      | –             | 8             |
| 2             | 9             | Kevin Hansen    | Peugeot 208         | Hansen World RX Team            | 6/1           | 3'44"869      | +0"652        | 5             |
| 3             | 68            | Niclas Grönholm | Hyundai i20         | GRX-Set World RX Team           | 6/1           | 3'46"452      | +2"235        | 4             |
| 4             | 69            | Kevin Abbring   | Renault Mégane R.S. | Unkorrupted                     | 6/1           | 3'48"946      | +4"729        | 3             |
| 5             | 23            | Krisztián Szabó | Hyundai i20 WRX     | GRX-Set World RX Team           | 6/1           | 3'49"185      | +4"968        | 2             |
| 6             | 44            | Timo Scheider   | SEAT Ibiza          | ALL-INKL.COM Münnich Motorsport | 6/1           | 3'56"919      | +12"702       | 1             |

- Miglior tempo di reazione: 0"425 ( Timmy Hansen);
- Giro più veloce: 36"384 ( Timmy Hansen);
- Miglior giro Joker: 37"931 ( Niclas Grönholm);
- Miglior giro-zero[n 1]: 3"337 ( Timmy Hansen).

| Categoria RX2e | Categoria RX2e | Categoria RX2e      | Categoria RX2e | Categoria RX2e          | Categoria RX2e | Categoria RX2e | Categoria RX2e | Categoria RX2e |
| Pos.           | Nº             | Pilota              | Auto           | Squadra                 | Giri/Joker     | Tempo          | Distacco       | Punti          |
| -------------- | -------------- | ------------------- | -------------- | ----------------------- | -------------- | -------------- | -------------- | -------------- |
| 1              | 11             | Dorian Deslandes    | RX2e           | Olsbergs MSE            | 6/1            | 3'51"971       | –              | 8              |
| 2              | 15             | Reinis Nitišs       | RX2e           | RN Kapersky Racing Team | 6/1            | 3'52"305       | +0"334         | 5              |
| 3              | 96             | Guillaume De Ridder | RX2e           | Guillaume De Ridder     | 6/1            | 3'52"701       | +0"730         | 4              |
| 4              | 47             | Jesse Kallio        | RX2e           | Olsbergs MSE            | 6/1            | 3'53"324       | +1"353         | 3              |
| 5              | 121            | Conner Martell      | RX2e           | Olsbergs MSE            | 6/1            | 3'54"086       | +2"115         | 2              |
| 6              | 82             | Isak Sjökvist       | RX2e           | Isak Sjökvist           | 6/1            | 3'55"723       | +3"752         | 1              |

- Miglior tempo di reazione: 0"569 ( Dorian Deslandes);
- Giro più veloce: 37"499 ( Guillaume De Ridder);
- Miglior giro Joker: 38"798 ( Reinis Nitišs);
- Miglior giro-zero[n 1]: 3"799 ( Dorian Deslandes).

## Risultati Euro RX

### Classifiche finali
| Categoria RX1 | Categoria RX1 | Categoria RX1         | Categoria RX1     | Categoria RX1                   | Categoria RX1  | Categoria RX1  | Categoria RX1 | Categoria RX1 | Categoria RX1 | Categoria RX1 | Categoria RX1 | Categoria RX1 |
| Pos.          | N°            | Pilota                | Auto              | Squadra                         | Qualificazioni | Qualificazioni | Semifinali    | Semifinali    | Semifinali    | Finale        | Finale        | PC            |
| Pos.          | N°            | Pilota                | Auto              | Squadra                         | Pos.           | Punti          | SF1           | SF2           | Punti         | Pos.          | Punti         | PC            |
| ------------- | ------------- | --------------------- | ----------------- | ------------------------------- | -------------- | -------------- | ------------- | ------------- | ------------- | ------------- | ------------- | ------------- |
| 1             | 77            | René Münnich          | SEAT Ibiza        | ALL-INKL.COM Münnich Motorsport | 4º             | 13             | –             | 1º            | 6             | 1º            | 8             | 27            |
| 2             | 23            | Andréa Dubourg        | Peugeot 208       | Andréa Dubourg                  | 3º             | 14             | 2º            | –             | 5             | 2º            | 5             | 24            |
| 3             | 73            | Tamás Kárai           | Audi S1           | Kárai Motorsport Sportegyesület | 8º             | 9              | –             | 3º            | 4             | 3º            | 4             | 17            |
| 4             | 13            | Andreas Bakkerud      | Škoda Fabia       | KRTZ Motorsport ACCR Czech Team | 1º             | 16             | 1º            | –             | 6             | 4º            | 3             | 25            |
| 5             | 6             | Jānis Baumanis        | Škoda Fabia       | ESMotorsport                    | 5º             | 12             | 3º            | –             | 4             | 5º            | 2             | 18            |
| 6             | 20            | Fabien Pailler        | Peugeot 208       | Fabien Pailler                  | 2º             | 15             | –             | 2º            | 5             | 6º            | 1             | 21            |
| 7             | 76            | Romuald Delaunay      | Citroën DS3       | Romuald Delaunay                | 7º             | 10             | 4º            | –             | 3             | nq            | nq            | 13            |
| 8             | 87            | Jean-Baptiste Dubourg | Peugeot 208       | Jean-Baptiste Dubourg           | 6º             | 11             | –             | –             | 0             | nq            | nq            | 11            |
| 9             | 18            | Jonathan Pailler      | Peugeot 208       | Jonathan Pailler                | 9º             | 8              | 5º            | –             | 2             | nq            | nq            | 10            |
| 10            | 38            | Mandie August         | SEAT Ibiza        | ALL-INKL.COM Münnich Motorsport | 10ª            | 7              | –             | 6ª            | 1             | nq            | nq            | 8             |
| 11            | 47            | Stéphane De Ganay     | Peugeot 208       | Stéphane De Ganay               | 11º            | 6              | 6º            | –             | 1             | nq            | nq            | 7             |
| 12            | 88            | Marcin Gagacki        | Ford Fiesta MK6   | Oponeo                          | 12º            | 5              | –             | 5º            | 2             | nq            | nq            | 7             |
| 13            | 29            | Emmanuel Anne         | Peugeot 208       | Emmanuel Anne                   | 13º            | 4              | –             | 4º            | 3             | nq            | nq            | 7             |
| 14            | 50            | Attila Mózer          | Ford Fiesta       | Nyírad Motorsport KFT           | 14ª            | 3              | nq            | nq            | nq            | nq            | nq            | 3             |
| 15            | 95            | Laurent Bouliou       | Peugeot 208       | Laurent Bouliou                 | 15º            | 2              | nq            | nq            | nq            | nq            | nq            | 2             |
| 16            | 85            | Hans-Jøran Østreng    | Hyundai i20       | Hans-Jøran Østreng              | 16º            | 1              | nq            | nq            | nq            | nq            | nq            | 1             |
| 17            | 24            | Sivert Svardal        | Volkswagen Polo R | Sivert Svardal                  | 17º            | 0              | nq            | nq            | nq            | nq            | nq            | 0             |
| 18            | 68            | David Meslier         | Citroën DS3       | David Meslier                   | 18º            | 0              | nq            | nq            | nq            | nq            | nq            | 0             |
| 19            | 7             | CSUCSU                | Renault Clio R.S. | CSUCSU                          | 19º            | 0              | nq            | nq            | nq            | nq            | nq            | 0             |
| 20            | 55            | Paulius Pleskovas     | Ford Fiesta MK6   | TSK Baltijos Sportas            | 20º            | 0              | nq            | nq            | nq            | nq            | nq            | 0             |
| 21            | 35            | Benoît Fretin         | Citroën DS3       | Ydeo Competition                | 21º            | 0              | nq            | nq            | nq            | nq            | nq            | 0             |
| 22            | 112           | Anthony Pelfrene      | Peugeot 208       | Anthony Pelfrene                | 22º            | 0              | nq            | nq            | nq            | nq            | nq            | 0             |
| 23            | 19            | Pascal Lambec         | Peugeot 208       | Pascal Lambec                   | 23º            | 0              | nq            | nq            | nq            | nq            | nq            | 0             |
| 24            | 44            | Dariusz Topolewski    | Ford Fiesta MK6   | Oponeo                          | 24º            | 0              | nq            | nq            | nq            | nq            | nq            | 0             |
| 25            | 83            | Patrick Guillerme     | Hyundai i20       | Patrick Guillerme               | 24º            | 0              | nq            | nq            | nq            | nq            | nq            | 0             |
|               |               |                       |                   |                                 |                |                |               |               |               |               |               |               |
| Categoria RX3 |               |                       |                   |                                 |                |                |               |               |               |               |               |               |
| Pos.          | N°            | Pilota                | Auto              | Squadra                         | Qualificazioni | Qualificazioni | Semifinali    | Semifinali    | Semifinali    | Finale        | Finale        | PC            |
| Pos.          | N°            | Pilota                | Auto              | Squadra                         | Pos.           | Punti          | SF1           | SF2           | Punti         | Pos.          | Punti         | PC            |
| 1             | 22            | Kobe Pauwels          | Audi A1           | Volland Racing KFT              | 2º             | 15             | –             | 1º            | 6             | 1º            | 8             | 29            |
| 2             | 95            | Yuri Belevskiy        | Audi A1           | Volland Racing KFT              | 1º             | 16             | 1º            | –             | 6             | 2º            | 5             | 27            |
| 3             | 89            | Timur Šigabutdinov    | Audi A1           | Volland Racing KFT              | 4º             | 13             | –             | 2º            | 5             | 3º            | 4             | 22            |
| 4             | 54            | Marat Knjazev         | Audi A1           | Volland Racing KFT              | 3º             | 14             | 2º            | –             | 5             | 4º            | 3             | 22            |
| 5             | 11            | Jan Černý             | Škoda Citigo      | PAJR s.r.o                      | 9º             | 8              | 3º            | –             | 4             | 5º            | 2             | 14            |
| 6             | 75            | Maximilien Eveno      | Citroën C2        | Maximilien Eveno                | 6º             | 11             | –             | 3º            | 4             | 6º            | 1             | 16            |
| 7             | 18            | Zsolt Szíjj Jolly     | Audi A1           | Speedy Motorsport               | 5º             | 12             | 4º            | –             | 3             | nq            | nq            | 15            |
| 8             | 23            | Radoslaw Raczkowski   | Škoda Fabia       | Automax Motorsport              | 7º             | 10             | 5º            | –             | 2             | nq            | nq            | 12            |
| 9             | 61            | Jiri Šusta            | Škoda Fabia       | Josef Šusta                     | 8º             | 9              | –             | 6º            | 1             | nq            | nq            | 10            |
| 10            | 10            | Janno Ligur           | Škoda Fabia       | Ligur Racing                    | 10º            | 7              | –             | 4º            | 3             | nq            | nq            | 10            |
| 11            | 66            | Jérémy Lambec         | Škoda Fabia       | Jérémy Lambec                   | 11º            | 6              | 6º            | –             | 1             | nq            | nq            | 7             |
| 12            | 28            | Clément Picard        | Renault Twingo    | Meunier Competition             | 12º            | 5              | –             | 5º            | 2             | nq            | nq            | 7             |
| 13            | 9             | Dylan Dufas           | Renault Twingo    | Dylan Dufas                     | 13º            | 4              | nq            | nq            | nq            | nq            | nq            | 4             |
| 14            | 86            | Lukas Ney             | Škoda Fabia       | ADAC Team Weser-Ems e.V.        | 14º            | 3              | nq            | nq            | nq            | nq            | nq            | 3             |
| 15            | 6             | Damian Litwinowicz    | Audi A1           | Damian Litwinowicz              | 15º            | 2              | nq            | nq            | nq            | nq            | nq            | 2             |
| NC            | 44            | Pedro Ribeiro         | Peugeot 108       | Pedro Ribeiro                   | NC             | 0              | nq            | nq            | nq            | nq            | nq            | 0             |
| NC            | 161           | Frédéric Moreau       | Renault Twingo    | Meunier Competition             | NC             | 0              | nq            | nq            | nq            | nq            | nq            | 0             |

### Finali
| Categoria RX1 | Categoria RX1 | Categoria RX1    | Categoria RX1 | Categoria RX1                   | Categoria RX1 | Categoria RX1 | Categoria RX1 | Categoria RX1 |
| Pos.          | Nº            | Pilota           | Auto          | Squadra                         | Giri/Joker    | Tempo         | Distacco      | Punti         |
| ------------- | ------------- | ---------------- | ------------- | ------------------------------- | ------------- | ------------- | ------------- | ------------- |
| 1             | 77            | René Münnich     | SEAT Ibiza    | ALL-INKL.COM Münnich Motorsport | 6/1           | 3'48"003      | –             | 8             |
| 2             | 23            | Andréa Dubourg   | Peugeot 208   | Andréa Dubourg                  | 6/1           | 3'53"008      | +5"005        | 5             |
| 3             | 73            | Tamás Kárai      | Audi S1       | Kárai Motorsport Sportegyesület | 6/1           | 3'53"314      | +5"311        | 4             |
| 4             | 13            | Andreas Bakkerud | Škoda Fabia   | KRTZ Motorsport ACCR Czech Team | 6/1           | 3'55"536      | +7"533        | 3             |
| 5             | 6             | Jānis Baumanis   | Škoda Fabia   | ESMotorsport                    | 6/1           | 3'58"998      | +10"995       | 2             |
| 6             | 20            | Fabien Pailler   | Peugeot 208   | Fabien Pailler                  | 4/1           | 2'35"675      | +2 giri       | 1             |

- Miglior tempo di reazione: 0"414 ( Tamás Kárai);
- Giro più veloce: 36"378 ( Andreas Bakkerud);
- Miglior giro Joker: 38"394 ( Andreas Bakkerud);
- Miglior giro-zero[n 1]: 3"336 ( Andreas Bakkerud).

| Categoria RX3 | Categoria RX3 | Categoria RX3      | Categoria RX3 | Categoria RX3      | Categoria RX3 | Categoria RX3 | Categoria RX3 | Categoria RX3 |
| Pos.          | Nº            | Pilota             | Auto          | Squadra            | Giri/Joker    | Tempo         | Distacco      | Punti         |
| ------------- | ------------- | ------------------ | ------------- | ------------------ | ------------- | ------------- | ------------- | ------------- |
| 1             | 22            | Kobe Pauwels       | Audi A1       | Volland Racing KFT | 6/1           | 3'54"197      | –             | 8             |
| 2             | 95            | Yuri Belevskiy     | Audi A1       | Volland Racing KFT | 6/1           | 3'54"418      | +0"221        | 5             |
| 3             | 89            | Timur Šigabutdinov | Audi A1       | Volland Racing KFT | 6/1           | 3'56"846      | +2"649        | 4             |
| 4             | 54            | Marat Knjazev      | Audi A1       | Volland Racing KFT | 6/1           | 3'57"110      | +2"913        | 3             |
| 5             | 11            | Jan Černý          | Škoda Citigo  | PAJR s.r.o         | 6/1           | 3'59"806      | +5"609        | 2             |
| 6             | 75            | Maximilien Eveno   | Citroën C2    | Maximilien Eveno   | 6/1           | 4'00"793      | +6"596        | 1             |

- Miglior tempo di reazione: 0"482 ( Jan Černý);
- Giro più veloce: 37"707 ( Yuri Belevskiy);
- Miglior giro Joker: 38"784 ( Kobe Pauwels);
- Miglior giro-zero[n 1]: 4"338 ( Yuri Belevskiy).

## Classifiche di campionato
World RX - RX1 piloti
| Pos. | Pos. | Pilota               | Punti |
| ---- | ---- | -------------------- | ----- |
| 1    |      | Timmy Hansen         | 85    |
| 2    |      | Kevin Hansen         | 75    |
| 3    |      | Krisztián Szabó      | 58    |
| 4    | 1    | Johan Kristoffersson | 57    |
| 5    | 1    | Kevin Abbring        | 55    |
| 6    |      | Niclas Grönholm      | 51    |
| 7    |      | Enzo Ide             | 37    |
| 8    | 2    | Timo Scheider        | 31    |
| 9    | 1    | Juha Rytkönen        | 25    |
| 10   | 1    | René Münnich         | 16    |
| 11   |      | Attila Mózer         | 13    |
| 12   |      | Peter Hedström       | 11    |
| 13   | N    | Oliver O'Donovan     | 10    |
| 14   | N    | Hervé Knapick        | 9     |
| 15   | 2    | Támas Kárai          | 9     |
| 16   | 2    | Oliver Bennett       | 8     |
| 17   | 2    | Mandie August        | 4     |
| 18   | 2    | Patrick Guillerme    | 2     |
| 19   | 2    | Dan Öberg            | 1     |

World RX - RX1 squadre
| Pos. | Pos. | Pilota                | Punti |
| ---- | ---- | --------------------- | ----- |
| 1    |      | Hansen World RX Team  | 160   |
| 2    |      | GRX-SET World RX Team | 109   |
| 3    |      | KYB EKS JC            | 94    |

World RX - RX2e piloti
| Pos. | Pos. | Pilota                  | Punti |
| ---- | ---- | ----------------------- | ----- |
| 1    |      | Guillaume De Ridder     | 76    |
| 2    |      | Jesse Kallio            | 69    |
| 3    |      | Fraser McConnell        | 49    |
| 4    |      | Patrick O'Donovan       | 45    |
| 5    |      | Pablo Suárez            | 41    |
| 6    | 3    | Isak Sjökvist           | 33    |
| 7    | N    | Dorian Deslandes        | 30    |
| 8    | 2    | Nils Andersson          | 29    |
| 9    | N    | Reinis Nitišs           | 24    |
| 10   | 4    | Damien Meunier          | 23    |
| 11   | 4    | Ole Henry Steinsholt    | 21    |
| 12   | 4    | Linus Östlund           | 19    |
| 13   | N    | Cyril Raymond           | 16    |
| 14   | N    | Conner Martell          | 14    |
| 15   | 4    | Jose-Luis Garcia Molina | 13    |
| 16   | 4    | Isak Reiersen           | 13    |
| 17   | 4    | Mark Flaherty           | 10    |
| 18   | 4    | Jan Oscar Ortfeldt      | 9     |

Euro RX - RX1 piloti
| Pos. | Pos. | Pilota                | Punti |
| ---- | ---- | --------------------- | ----- |
| 1    | 2    | Andreas Bakkerud      | 43    |
| 2    | 7    | René Münnich          | 41    |
| 3    | 4    | Andréa Dubourg        | 39    |
| 4    | 2    | Fabien Pailler        | 36    |
| 5    | 3    | Jean-Baptiste Dubourg | 35    |
| 6    | 2    | Tamás Kárai           | 31    |
| 7    | 6    | Thomas Bryntesson     | 30    |
| 8    | 4    | Jonathan Pailler      | 27    |
| 9    | 11   | Jānis Baumanis        | 18    |
| 10   | 5    | Romuald Delaunay      | 15    |
| 11   | 6    | Anton Marklund        | 15    |
| 12   | 2    | Mandie August         | 11    |
| 13   | 3    | CSUCSU                | 10    |
| 14   | 3    | David Nordgaard       | 9     |
| 15   | 3    | Anders Michalak       | 8     |
| 16   | N    | Stéphane De Ganay     | 7     |
| 17   | 4    | Hans-Jøran Østreng    | 7     |
| 18   | N    | Emmanuel Anne         | 7     |
| 19   | N    | Attila Mózer          | 3     |
| 20   | N    | Laurent Bouliou       | 2     |
| 21   | 5    | Aleš Fučik            | 1     |
| 22   | 5    | Sivert Svardal        | 0     |
| 23   | N    | David Meslier         | 0     |
| 24   | 5    | Dariusz Topolewski    | 0     |
| 25   | 1    | Paulius Pleskovas     | 0     |
| 26   | 5    | Patrick Guillerme     | 0     |
| 27   | N    | Benoît Fretin         | 0     |
| 28   | 6    | Per Eklund            | 0     |
| 29   | N    | Anthony Pelfrene      | 0     |
| 30   | 7    | Pascal Lambec         | 0     |
| 31   | 13   | Marcin Gagacki        | -3    |

Euro RX - RX3 piloti
| Pos. | Pos. | Pilota                  | Punti |
| ---- | ---- | ----------------------- | ----- |
| 1    |      | Yuri Belevskiy          | 87    |
| 2    |      | Kobe Pauwels            | 72    |
| 3    |      | Marat Knjazev           | 63    |
| 4    | 1    | Timur Šigabutdinov      | 58    |
| 5    | 1    | Jan Černý               | 52    |
| 6    | 3    | Zsolt Szíjj Jolly       | 33    |
| 7    | 1    | Damian Litwinowicz      | 32    |
| 8    |      | Janno Ligur             | 31    |
| 9    | 1    | Radoslaw Raczkowski     | 26    |
| 10   | 3    | Kasparas Navickas       | 24    |
| 11   | 1    | Jiri Šusta              | 23    |
| 12   | N    | Maximilien Eveno        | 16    |
| 13   | 2    | Espen Isaksætre         | 13    |
| 14   | 1    | Marius Solberg Hansen   | 11    |
| 15   | 1    | Siim Saluri             | 8     |
| 16   | 5    | Jérémy Lambec           | 7     |
| 17   | 2    | Sebastian Høidalen      | 7     |
| 18   | N    | Clément Picard          | 7     |
| 19   | 1    | Lukas Ney               | 7     |
| 20   | 4    | Marcel Suchý            | 6     |
| 21   | 4    | Martin Kjær             | 6     |
| 22   | 3    | Dylan Dufas             | 6     |
| 23   | 3    | Dominik Senegacnik      | 1     |
| 24   | N    | Pedro Ribeiro           | 0     |
| 25   | N    | Frédéric Moreau         | 0     |
| 26   | 4    | Per Magne Egebø-Svardal | 0     |